# Cimljanská přehradní nádrž
Cimljanská přehradní nádrž (rusky Цимлянское водохранилище) je přehradní nádrž na území Rostovské oblasti a Volgogradské oblasti v Rusku. Má rozlohu 2700 km². Je 260 km dlouhá a maximálně 38 km široká. Průměrná hloubka je 8,8 m. Má objem 23,9 km³. V místech dolních toků hlavních přítoků Donu (Cimla, Čir, aj.) se vytvořily zálivy široké až 5 km a dlouhé 15 až 30 km.

## Vodní režim
Nádrž na řece Donu za přehradní hrází Cimljanské vodní elektrárny byla naplněna v letech 1952-55. Byla postavena jako součást Volžsko-donské vodní cesty a reguluje dlouhodobé kolísání průtoku.

### Přítoky
- Don
- Cimla
- Čir
- Jesaulovský Aksaj

## Využití
Využívá se pro zavlažování (6 000 km²) a zavodňování (20 000 km²). Přehrada zvedla hladinu řeky na 26 metrů a zlepšila tak podmínky pro vodní dopravu na dolním Donu. Je zde rozvinuté rybářství (cejni velcí i siní, štiky). Na břehu leží města Kalač na Donu, Cimljansk, Volgodonsk. K využití vodní energie slouží Cimljanská vodní elektrárna s výkonem 212 MW. Oddělená část nádrže také slouží jako chladivo pro Rostovskou jadernou elektrárnu o čtyřech reaktorech a výkonu zhruba 4000 MW.